# Maryssia Nikitiouk
Maryssia Nikitiouk (en ukrainien : Марися Юріївна Нікітюк) est une réalisatrice et scénariste ukrainienne, née le 26 octobre 1986 à Kiev (RSS d’Ukraine), en Union soviétique. 

## Biographie
Elle a fait ses études à l'université nationale Taras-Chevtchenko de Kiev en journalisme et à l'Université nationale Karpenko-Kary.

## Filmographie

### En tant quescénariste
- 2016 : When the Trees Fall, Коли падають дерева très remarqué par la critique[1].
- 2019 : En terre de Crimée.
- 2020 :  Victor Robot.
- 2021 : Я, Ніна avec Yanina Sokolova.
- 2022 : Lucky Girl ; Cherry Blossoms[2].